# Pariacaca icanoensis
Pariacaca icanoensis är en insektsart som beskrevs av Jacek Szwedo 2002. Pariacaca icanoensis ingår i släktet Pariacaca och familjen dvärgstritar. Inga underarter finns listade i Catalogue of Life.